# Уфимцев, Анатолий Гаврилович
Анато́лий Гаври́лович Уфи́мцев (11 мая 1914, Омск, Российская империя — 2 июля 2000, Костанай, Казахстан) — советский и казахстанский шахматист и теоретик. Сын Гавриила Андреевича Уфимцева (Уфинцева) (1885—1938) — популяризатора и организатора шахматной жизни в Сибири. Автор дебюта: 1.e2-e4 d7-d6 2.d2-d4 Кg8-f6 3. Кb1-c3 g7-g6 , который сегодня называется «Защита Пирца — Уфимцева». Анатолий успешно развил и применял данный дебют.
По профессии был экономистом. Большую часть жизни прожил в Казахстане. C 1994 года был почётным гражданином города Костаная.
А. Г. Уфимцев 11 раз становился чемпионом Казахской ССР по шахматам. В 1946 году стал мастером спорта. Неоднократно принимал участие в полуфиналах чемпионата СССР по шахматам. В 15-м чемпионате СССР (1947) поделил 13-15 места.

## Память
В 1980-х основал в Костанае городской шахматный клуб, который 10 ноября 2000 года получил его имя (напротив дома, где жил Анатолий Гаврилович). У входа в шахматный клуб расположена большая мемориальная доска с изображением Уфимцева за шахматной доской.
15 октября 2022 года в Костанае возле шахматного клуба прошло торжественное открытие скульптуры в честь Анатолия Уфимцева. Над бюстом работал заслуженный деятель искусств, член Союза художников Казахстана Мурат Сыздыков.